# Festival de la Canción de Eurovisión 1978
El XXIII Festival de la Canción de Eurovisión tuvo lugar el 22 de abril de 1978 en París. Los presentadores fueron Denise Fabre y Léon Zitrone, mientras que el vencedor fue el tema israelí "A-Ba-Ni-Bi".
Destacar que, en uso de su soberanía, el Reino Hachemita de Jordania decidió interrumpir la retransmisión del Festival en su territorio cuando se perfilaba la victoria de Israel.[cita requerida] Además, este festival será recordado en la historia por ser el primer festival en presentarlo dos personas.

## Sede

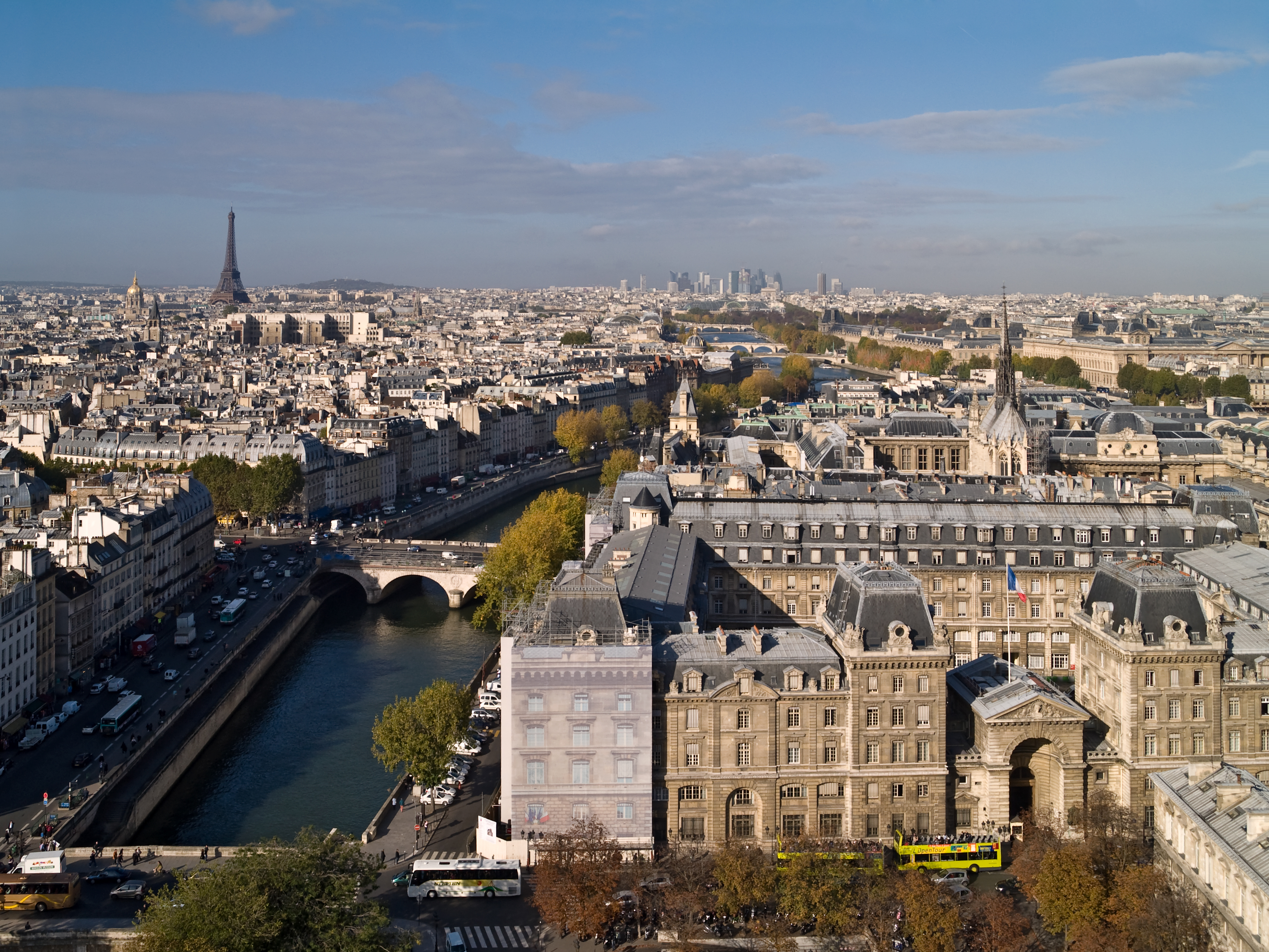
París, ciudad sede del festival de Eurovisión 1978.

El evento tuvo lugar en París, la capital y ciudad más poblada de Francia, más concretamente en el Palacio de Congresos de París, una sala de conciertos, centro de convenciones y centro comercial situado en el 17º Distrito de París. El edificio fue construido por el arquitecto francés Guillaume Gillet y fue inaugurado en 1974.
La escenografía del festival fue realmente innovadora, ya que en ella se experimentó con distintos niveles dentro de la misma escena. Como explica el investigador José Luis Panea, "estos fueron llevados a su máxima expresión no solo con los escalones de la escena rectangular destinada a los cantantes, sino con la grada giratoria donde tocaba la orquesta. Inspirado en la pista de baile con una bola de espejos (pensemos en la música disco que imperaba entonces), fue el marco perfecto para la canción ganadora, el A-ba-ni-bi de Izhar Cohen. También cabe destacar el trabajo de cámara, cada vez más sofisticado, como el insólito ángulo de una de las cámaras, que filmaba desde detrás de los intérpretes apuntando hacia el público". Del mismo modo, en los intervalos o postales, se filmó a los concursantes llegando al escenario, mostrando con ello el backstage del concurso. 

## Formato
Björn Skifs no estaba de acuerdo con la norma que obligaba a cada país a utilizar su propia lengua en la canción que presentaba al concurso. Él pensaba cantar en inglés de todos modos, pero cambió de parecer en el último momento, lo que provocó que se le olvidara por completo la letra de su canción. Por tanto, cantó las primeras líneas en galimatías mientras se acordaba de la letra.
Cabe destacar que, aparte de los 20 participantes, hubo otros países que también retransmitieron en directo el festival como Yugoslavia, Túnez, Argelia, Marruecos, Jordania, Alemania del Este, Polonia, Hungría, Checoslovaquia, Emiratos Árabes Unidos (Dubái), China (Hong Kong), la Unión Soviética y Japón.

## Países participantes

### Canciones y selección
| País y TV               | Título original de la canción       | Artista                    | Proceso y fecha de selección               |
| País y TV               | Traducción al español               | Idiomas                    | Proceso y fecha de selección               |
| ----------------------- | ----------------------------------- | -------------------------- | ------------------------------------------ |
| Alemania Occidental ARD | Feuer                               | Ireen Sheer                | Final Nacioanl, 20-02-1978                 |
| Alemania Occidental ARD | Fuego                               | Alemán                     | Final Nacioanl, 20-02-1978                 |
| Austria ORF             | Mrs. Caroline Robinson              | Springtime                 | Elección Interna                           |
| Austria ORF             | Sra. Caroline Robinson              | Alemán                     | Elección Interna                           |
| Bélgica BRT             | L'amour ça fait chanter la vie      | Jean Vallée                | Avant-Première Eurovision 1978, 08-02-1978 |
| Bélgica BRT             | El amor hace cantar a la vida       | Francés                    | Avant-Première Eurovision 1978, 08-02-1978 |
| Dinamarca DR            | Boom Boom                           | Mabel                      | Dansk Melodi Grand-Prix 1978, 25-02-1978   |
| Dinamarca DR            | -                                   | Danés                      | Dansk Melodi Grand-Prix 1978, 25-02-1978   |
| España TVE              | Bailemos un vals                    | José Vélez                 | Elección Interna                           |
| España TVE              | -                                   | Español                    | Elección Interna                           |
| Finlandia YLE           | Anna rakkaudelle tialisuus          | Seija Simola               | Euroviisut 1978, 11-02-1978                |
| Finlandia YLE           | Dale una oportunidad al amor        | Finés                      | Euroviisut 1978, 11-02-1978                |
| Francia FT2             | Il y aura toujours des violons      | Jöel Prevost               | Final Nacional, 26-03-1978                 |
| Francia FT2             | Siempre habrá violines              | Francés                    | Final Nacional, 26-03-1978                 |
| Grecia ERT              | Charlie Chaplin                     | Tania Tsanaklidou          | Elección Interna                           |
| Grecia ERT              | -                                   | Griego                     | Elección Interna                           |
| Irlanda RTÉ             | Born to sing                        | Colm C. T. Wilkinson       | Final Nacional, 05-03-1978                 |
| Irlanda RTÉ             | Nacido para cantar                  | Inglés                     | Final Nacional, 05-03-1978                 |
| Israel IBA              | A-Ba-Ni-Bi                          | Izhar Cohen & Alphabeta    | Final Nacional, 11-02-1978                 |
| Israel IBA              | Te amo                              | Hebreo                     | Final Nacional, 11-02-1978                 |
| Italia RAI              | Questo amore                        | Ricchi e Poveri            | Elección Interna                           |
| Italia RAI              | Este amor                           | Italiano                   | Elección Interna                           |
| Luxemburgo CLT          | Parlez-vous français?               | Baccara                    | Final Nacional 1978                        |
| Luxemburgo CLT          | ¿Habláis francés?                   | Francés                    | Final Nacional 1978                        |
| Mónaco TMC              | Les jardins de Monaco               | Caline & Olivier Toussaint | Elección Interna                           |
| Mónaco TMC              | Los jardines de Mónaco              | Francés                    | Elección Interna                           |
| Noruega NRK             | Mil etter mil                       | Jahn Teigen                | Melodi Grand Prix 1978, 18-03-1978         |
| Noruega NRK             | Milla tras milla                    | Noruego                    | Melodi Grand Prix 1978, 18-03-1978         |
| Países Bajos NOS        | 't is OK                            | Harmony                    | Nationaal Songfestival 1978, 22-02-1978    |
| Países Bajos NOS        | Está bien                           | Neerlandés                 | Nationaal Songfestival 1978, 22-02-1978    |
| Portugal RTP            | Dai-li-dou                          | Gemini                     | Uma canção portuguesa 1978, 18-02-1978     |
| Portugal RTP            | -                                   | Portugués                  | Uma canção portuguesa 1978, 18-02-1978     |
| Reino Unido BBC         | Bad Old Days                        | Co-Co                      | A Song for Europe, 31-03-1978              |
| Reino Unido BBC         | Malos viejos tiempos                | Inglés                     | A Song for Europe, 31-03-1978              |
| Suecia SVT              | Det blir alltid värre framåt natten | Björn Skifs                | Melodifestivalen 1978, 11-02-1978          |
| Suecia SVT              | Siempre empeora al anochecer        | Sueco                      | Melodifestivalen 1978, 11-02-1978          |
| Suiza SSR SRG           | Vivre                               | Carole Vinci               | Final Nacional, 18-01-1978                 |
| Suiza SSR SRG           | Vivir                               | Francés                    | Final Nacional, 18-01-1978                 |
| Turquía TRT             | Sevince                             | Nilüfer e Nazar            | Final Nacional, 05-02-1978                 |
| Turquía TRT             | Cuando estoy enamorado              | Turco                      | Final Nacional, 05-02-1978                 |

## Resultados
El resultado empezó favorable para Bélgica, pero muy pronto Israel empezó a conseguir ventaja, consiguiendo 60 puntos en 5 rondas, es decir 5 veces 12 puntos seguidos. Israel era matemáticamente ganadora desde tiempo antes que terminase de votar el último país, Suecia. Por primera vez desde que se instauró el nuevo sistema de puntuación, un país, en este caso, Noruega, obtuvo 0 puntos.
| #  | País                | Intérprete(s)             | Canción                               | Lugar | Puntos |
| -- | ------------------- | ------------------------- | ------------------------------------- | ----- | ------ |
| 01 | Irlanda             | Colm C. T. Wilkinson      | «Born to sing»                        | 5     | 86     |
| 02 | Noruega             | Jahn Teigen               | «Mil etter mil»                       | 20    | 0      |
| 03 | Italia              | Ricchi e Poveri           | «Questo amore»                        | 12    | 53     |
| 04 | Finlandia           | Seija Simola              | «Anna rakkaudelle tilaisuus»          | 19    | 2      |
| 05 | Portugal            | Gemini                    | «Dai li dou»                          | 17    | 5      |
| 06 | Francia             | Joël Prévost              | «Il y aura toujours des violons»      | 3     | 119    |
| 07 | España              | José Vélez                | «Bailemos un vals»                    | 10    | 65     |
| 08 | Reino Unido         | Co-Co                     | «The bad old days»                    | 11    | 61     |
| 09 | Suiza               | Carole Vinci              | «Vivre»                               | 9     | 65     |
| 10 | Bélgica             | Jean Vallée               | «L'amour ça fait chanter la vie»      | 2     | 125    |
| 11 | Países Bajos        | Harmony                   | «'t is OK»                            | 13    | 37     |
| 12 | Turquía             | Nilüfer & Nazar           | «Sevince»                             | 18    | 2      |
| 13 | Alemania Occidental | Ireen Sheer               | «Feuer»                               | 6     | 84     |
| 14 | Mónaco              | Caline & Oliver Toussaint | «Les jardins de Monaco»               | 4     | 107    |
| 15 | Grecia              | Tania Tsanaclidou         | «Charlie Chaplin»                     | 8     | 66     |
| 16 | Dinamarca           | Mabel                     | «Boom Boom»                           | 16    | 13     |
| 17 | Luxemburgo          | Baccara                   | «Parlez-vous français?»               | 7     | 73     |
| 18 | Israel              | Izhar Cohen & Alphabeta   | «A-Ba-Ni-Bi»                          | 1     | 157    |
| 19 | Austria             | Springtime                | «Mrs. Caroline Robinson»              | 15    | 14     |
| 20 | Suecia              | Björn Skifs               | «Det blir alltid värre framåt natten» | 14    | 26     |

## Tabla de votos
|                                      |                     | Resultados        |                      |                     |                    |                   |                         |                  |                    |                             |                    |                                |                   |                   |                      |                       |                   |                    |                   |    |    |
| Bandera de Irlanda                   | Bandera de Noruega  | Bandera de Italia | Bandera de Finlandia | Bandera de Portugal | Bandera de Francia | Bandera de España | Bandera del Reino Unido | Bandera de Suiza | Bandera de Bélgica | Bandera de los Países Bajos | Bandera de Turquía | Bandera de Alemania Occidental | Bandera de Mónaco | Bandera de Grecia | Bandera de Dinamarca | Bandera de Luxemburgo | Bandera de Israel | Bandera de Austria | Bandera de Suecia |    |    |
| Participantes                        | Irlanda             |                   | 12                   | 0                   | 3                  | 0                 | 5                       | 0                | 0                  | 7                           | 10                 | 0                              | 10                | 5                 | 0                    | 10                    | 0                 | 10                 | 0                 | 6  | 8  |
| Participantes                        | Noruega             | 0                 |                      | 0                   | 0                  | 0                 | 0                       | 0                | 0                  | 0                           | 0                  | 0                              | 0                 | 0                 | 0                    | 0                     | 0                 | 0                  | 0                 | 0  | 0  |
| Participantes                        | Italia              | 10                | 6                    |                     | 0                  | 1                 | 4                       | 8                | 6                  | 1                           | 1                  | 0                              | 1                 | 2                 | 8                    | 2                     | 0                 | 3                  | 0                 | 0  | 0  |
| Participantes                        | Finlandia           | 0                 | 2                    | 0                   |                    | 0                 | 0                       | 0                | 0                  | 0                           | 0                  | 0                              | 0                 | 0                 | 0                    | 0                     | 0                 | 0                  | 0                 | 0  | 0  |
| Participantes                        | Portugal            | 0                 | 0                    | 4                   | 0                  |                   | 0                       | 1                | 0                  | 0                           | 0                  | 0                              | 0                 | 0                 | 0                    | 0                     | 0                 | 0                  | 0                 | 0  | 0  |
| Participantes                        | Francia             | 6                 | 3                    | 10                  | 2                  | 2                 |                         | 5                | 8                  | 6                           | 8                  | 6                              | 4                 | 10                | 5                    | 8                     | 8                 | 1                  | 5                 | 12 | 10 |
| Participantes                        | España              | 0                 | 0                    | 0                   | 7                  | 0                 | 0                       |                  | 0                  | 8                           | 2                  | 4                              | 7                 | 0                 | 4                    | 6                     | 12                | 2                  | 6                 | 7  | 0  |
| Participantes                        | Reino Unido         | 3                 | 0                    | 0                   | 0                  | 6                 | 2                       | 3                |                    | 2                           | 4                  | 2                              | 6                 | 8                 | 7                    | 3                     | 0                 | 5                  | 2                 | 5  | 3  |
| Participantes                        | Suiza               | 0                 | 5                    | 1                   | 1                  | 0                 | 7                       | 4                | 2                  |                             | 7                  | 8                              | 0                 | 6                 | 2                    | 0                     | 3                 | 8                  | 1                 | 10 | 0  |
| Participantes                        | Bélgica             | 12                | 7                    | 6                   | 6                  | 4                 | 12                      | 2                | 12                 | 10                          |                    | 5                              | 0                 | 3                 | 12                   | 12                    | 0                 | 7                  | 7                 | 4  | 4  |
| Participantes                        | Países Bajos        | 0                 | 0                    | 5                   | 0                  | 0                 | 0                       | 0                | 3                  | 0                           | 0                  |                                | 0                 | 4                 | 1                    | 0                     | 5                 | 6                  | 12                | 0  | 1  |
| Participantes                        | Turquía             | 0                 | 1                    | 0                   | 0                  | 0                 | 0                       | 0                | 1                  | 0                           | 0                  | 0                              |                   | 0                 | 0                    | 0                     | 0                 | 0                  | 0                 | 0  | 0  |
| Participantes                        | Alemania occidental | 1                 | 0                    | 3                   | 12                 | 7                 | 0                       | 10               | 0                  | 3                           | 5                  | 7                              | 8                 |                   | 10                   | 7                     | 1                 | 0                  | 3                 | 0  | 7  |
| Participantes                        | Mónaco              | 4                 | 4                    | 7                   | 8                  | 5                 | 1                       | 0                | 10                 | 5                           | 6                  | 10                             | 5                 | 7                 |                      | 4                     | 10                | 0                  | 8                 | 1  | 12 |
| Participantes                        | Grecia              | 7                 | 0                    | 2                   | 5                  | 8                 | 10                      | 7                | 0                  | 4                           | 0                  | 0                              | 0                 | 0                 | 0                    |                       | 4                 | 4                  | 10                | 3  | 2  |
| Participantes                        | Dinamarca           | 0                 | 0                    | 0                   | 0                  | 0                 | 6                       | 0                | 0                  | 0                           | 0                  | 1                              | 0                 | 0                 | 0                    | 0                     |                   | 0                  | 4                 | 2  | 0  |
| Participantes                        | Luxemburgo          | 2                 | 0                    | 12                  | 0                  | 12                | 0                       | 12               | 7                  | 0                           | 3                  | 3                              | 2                 | 0                 | 6                    | 1                     | 7                 |                    | 0                 | 0  | 6  |
| Participantes                        | Israel              | 8                 | 8                    | 8                   | 10                 | 10                | 8                       | 6                | 5                  | 12                          | 12                 | 12                             | 12                | 12                | 3                    | 5                     | 6                 | 12                 |                   | 8  | 0  |
| Participantes                        | Austria             | 0                 | 0                    | 0                   | 0                  | 3                 | 0                       | 0                | 0                  | 0                           | 0                  | 0                              | 3                 | 1                 | 0                    | 0                     | 2                 | 0                  | 0                 |    | 5  |
| Participantes                        | Suecia              | 5                 | 10                   | 0                   | 4                  | 0                 | 3                       | 0                | 4                  | 0                           | 0                  | 0                              | 0                 | 0                 | 0                    | 0                     | 0                 | 0                  | 0                 | 0  |    |
| LA TABLA ESTÁ ORDENADA POR APARICIÓN |                     |                   |                      |                     |                    |                   |                         |                  |                    |                             |                    |                                |                   |                   |                      |                       |                   |                    |                   |    |    |

### Máximas puntuaciones
Tras la votación los países que recibieron 12 puntos (máxima puntuación que podía otorgar el jurado) fueron:
| N.º | A                   | De                                                                     |
| --- | ------------------- | ---------------------------------------------------------------------- |
| 6   | Israel              | Suiza, Bélgica, Países Bajos, Turquía, Alemania Occidental, Luxemburgo |
| 5   | Bélgica             | Francia, Irlanda, Reino Unido, Mónaco, Grecia                          |
| 3   | Luxemburgo          | Italia, Portugal, España                                               |
| 1   | Alemania Occidental | Finlandia                                                              |
| 1   | España              | Dinamarca                                                              |
| 1   | Francia             | Austria                                                                |
| 1   | Irlanda             | Noruega                                                                |
| 1   | Mónaco              | Suecia                                                                 |
| 1   | Países Bajos        | Israel                                                                 |

### Jurado español
El jurado español estaba presentado por Matías Prats y compuesto por el cartero urbano José Ignacio Martín, la secretaria Manuela Vega, el aparejador Daniel Martín, la estudiante Carmen Pérez, el médico Justo Miguel Redondo, la actriz Bárbara Rey, la modelo Pilar Ruiz, el humorista Manuel Royo, el ama de casa María Fernanda Azagra, el peluquero Pablo Hardy y el receptor de automóviles en taller Jesús Tardón. Actuó como presidente Miguel Ángel Gozalo.